# 新巴萨努
新巴萨努是巴西南大河州的一个市镇。总面积211.612平方公里，总人口9249人，人口密度43.7人/平方公里。